# Kirchen von Oughtmama

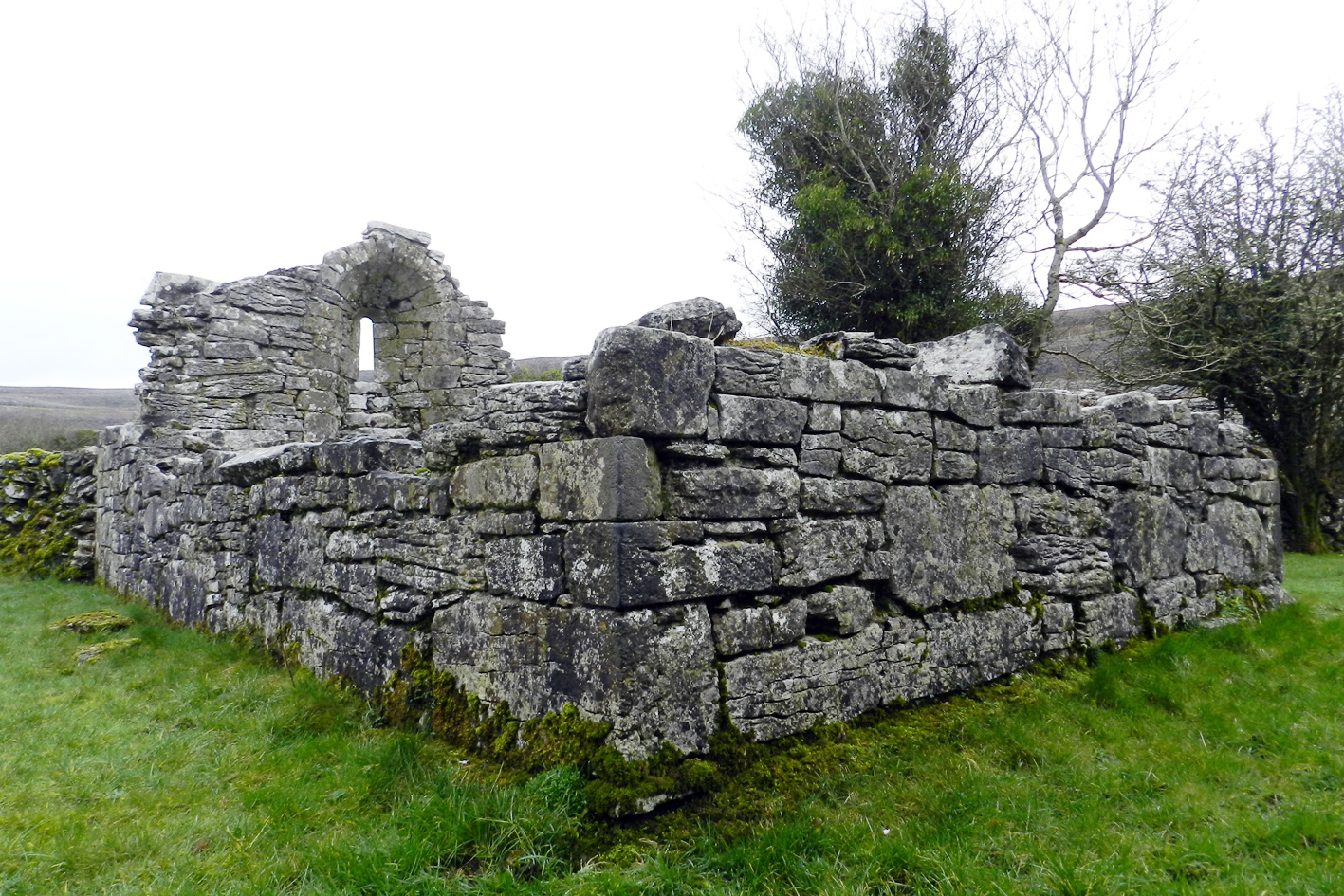
Kirche von Oughtmama

Die Kirchen von Oughtmama (irisch Ucht Máma) sind Ruinen dreier monastischer frühchristlicher Gebäude der Iroschottischen Kirche, die auf die drei Colmans zurückgehen. Die beiden kleineren Kirchen sind die älteren. Die jüngere einschiffige Hauptkirche ist dem St. Colman mac Duagh (Colmán mac Duach), einem irischen Heiligen (gest. 632), geweiht. Die Ruinen liegen am Turlough Hill, gegenüber der Corcomroe Abbey im nördlichen Burren im County Clare in Irland.

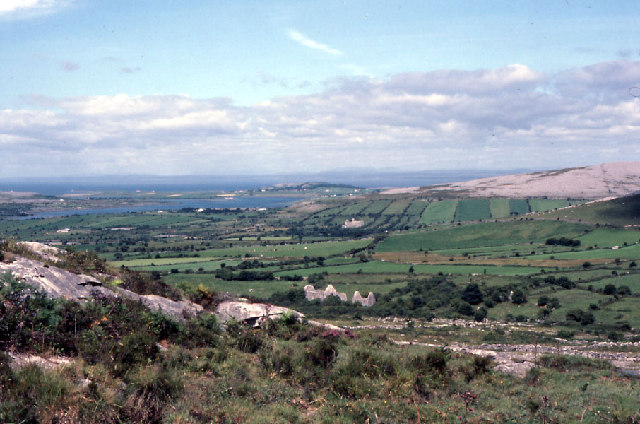
Die Kirchen in der Bildmitte und Bell Harbour im Hintergrund

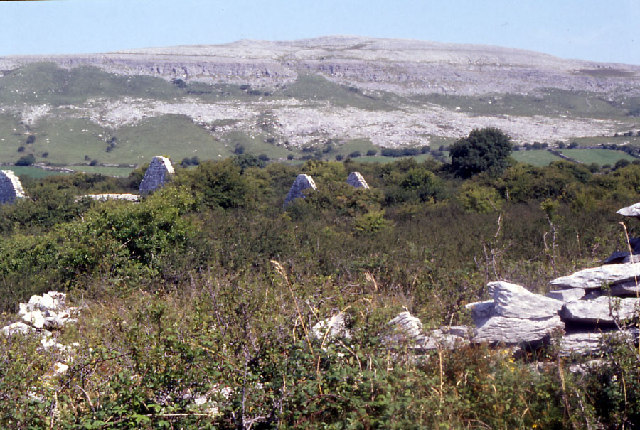
Die Kirchen im Buschland

## St. Colman
Während der romanische Chorraumbogen aus dem 12. Jahrhundert stammt, gehen die Meinungen über die Datierung des Chorraumes auseinander. Im Chor wurden die Fragmente einer Grabplatte mit frühirischer Inschrift gefunden. Ein Taufbecken in der Südwestecke zeigt zwei Tierfiguren mit verschlungenen Hälsen. Sie sind eine Darstellungsform des 15. Jahrhunderts. Keinen Zweifel gibt es bei dem einfachen, aber massiven geraden Türsturz am westlichen Ende des Kirchenschiffs mit dem außergewöhnlich großen Mauerwerk. Das Schiff bildete den ältesten Teil des Gebäudes und datiert um das Jahr 1000. Zwei romanische Fenster in der Südmauer erhellten es. Der Historiker John O’Donovan (1806–1861) bezeichnete 1839 die über 20 m lange Kirchenruine als eines der schönsten Exemplare unter den urtümlichen Kirchen Irlands.

## Die anderen Relikte
Wenig östlich der großen Kirche, in Fluchtlinie, liegt ein Oratorium mit einem romanischen Portal im Westgiebel und ebensolchen Fenstern in der Süd- und Ostwand. 60 m entfernt liegen die Ruinen der etwa gleich alten dritten Kirche. Sie entspricht in Charakter und Dimension dem Oratorium. Ihr Südportal und der Giebel mit einem Lanzettfenster blieben erhalten. Kleine Fundamentreste, wahrscheinlich Teile einer Siedlung, dessen Kern im Osten lag, sind hier zahlreich vorhanden. Der Sockel eines Hochkreuzes lag 130 m nördlich.

## Der Bach und der Brunnen
400 m nordöstlich liegt St. Colman’s Well, dem Heilkraft bei Augenleiden zugeschrieben wird. Die Clootie Well besteht aus dem heiligen Bach Shruhannaneeve (Sruthán na Naomh, „Strom der Heiligen“), der umgeleitet wurde, um eine Mühle anzutreiben. An ihm steht ein Dornbusch mit Stofffetzen (Rag tree), die als Votivgaben anzusehen sind und insbesondere am 15. November, dem Namenstag St. Colmans, aufgehängt werden. Die Tradition wird bis heute aufrechterhalten und bezeugt die Gegenwärtigkeit dieses Glaubens.